# Portas (album)
| Recensione | Giudizio |
| ---------- | -------- |
| AllMusic   |          |

Portas è un album della cantante brasiliana Marisa Monte, pubblicato nel 2021.

## Il disco
Portas è stato pubblicato dopo dieci anni dal precedente lavoro in studio di Marisa Monte, O que você quer saber de verdade, del 2011.
L'album contiene 16 tracce e collaborazioni con altri artisti, tra cui Arnaldo Antunes, Seu Jorge, Nando Reis, Pretinho da Serrinha, Dadi, Silva e Pedro Baby, Chico Brown, Marcelo Camelo e Flor.

## Tracce
1. Portas – 2:42 (Marisa Monte, Arnaldo Antunes, Dadi Carvalho)
2. Calma – 3:06 (Monte, Chico Brown)
3. Déjà vu – 3:07 (Monte, Brown)
4. Quanto tempo – 2:34 (Monte, Pretinho da Serrinha, Pedro Baby)
5. Medo do perigo – 2:57 (Monte, Brown)
6. A língua dos animais – 3:49 (Antunes, Monte, Carvalho)
7. Praia vermelha – 3:05 (Monte, Nando Reis)
8. Totalmente seu – 2:12 (Monte, Silva, Lucio Silva)
9. Em qualquer tom – 2:22 (Monte, Brown)
10. Espaçonaves – 2:39 (Marcelo Camelo)
11. Fazendo cena – 3:11 (Monte, Brown)
12. Sal – 2:51 (Monte, Camelo)
13. Vagalumes – 2:18 (Monte, Antunes)
14. Elegante amanhecer – 3:40 (Monte, da Serrinha)
15. Você não liga – 4:02 (Monte, Camelo)
16. Pra melhorar – 4:16 (Monte, Seu Jorge, Flor)

## Formazione
- Marisa Monte - voce, produzione